# 축! 총각 졸업
"축! 총각 졸업"은 한국에서 제작된 심우섭 감독의 1979년 영화이다. 김민정 등이 주연으로 출연하였고 한상훈 등이 제작에 참여하였다.

## 출연

### 주연
- 김민정
- 유장현
- 이낙훈
- 임희춘

## 기타
- 조명: 박창호
- 녹음: 유창국
- 미술: 김유준